# Morpho nestor
Morpho nestor är en fjärilsart som beskrevs av Carl von Linné 1758. Morpho nestor ingår i släktet Morpho och familjen praktfjärilar. Inga underarter finns listade i Catalogue of Life.